# Ovis canadensis nelsoni
El borrego del desierto o borrego cimarrón (Ovis canadensis nelsoni) es una subespecie del carnero de las Rocosas propia del norte de México y de ciertos estados del Suroeste de los Estados Unidos.
El borrego cimarrón es la mascota de la Universidad Autónoma de Baja California.